# (816688) 2011 SC191
Az 2011 SC191 egy kisbolygó a Mars trójai csoportjában. A Mount Lemmon Survey program keretein belül fedezték fel 2011. október 31-én.